# Trichotosia paludosa
Trichotosia paludosa är en orkidéart som först beskrevs av Johannes Jacobus Smith, och fick sitt nu gällande namn av Friedrich Fritz Wilhelm Ludwig Kraenzlin. Trichotosia paludosa ingår i släktet Trichotosia och familjen orkidéer. Inga underarter finns listade i Catalogue of Life.